# L'avvocato difensore
L'avvocato difensore è un film del 1934 diretto da Gero Zambuto.

## Produzione
Prodotto e distribuito da Giulio Manenti per la Manenti Film, tratto dalla commedia omonima di Mario Morais, girato nell'estate del 1933 all'interno degli Stabilimenti Titanus della Farnesina, il film esce nelle sale nel mese di marzo del 1934.

## La critica
Filippo Sacchi, nelle pagine del Corriere della Sera del 12 aprile 1934 « L'avvocato difensore, fu un vecchio cavallo di battaglia di molti capocomici, anche l film si impernia principalmente sulla figura del padre, il semplice Bepi, l'uomo arricchito che resta vicino al sano e tradizionale mondo dal quale è venuto. La parte è tenuta da Gero Zambuto, che è anche il regista dell'opera. Così non si sa più se bisogna addossare la teatralità della regia all'attore Zambuto, o non piuttosto addossare la teatralità della recitazione al direttore Zambuto. L'attore mi sembra meglio del direttore, quindi mettiamo tutto sul conto di questo »